# Tina patulana
Tina patulana är en fjärilsart som beskrevs av Walker 1863. Tina patulana ingår i släktet Tina och familjen vecklare. Inga underarter finns listade i Catalogue of Life.